# M-Base
M-Base (skrót od "macro-basic array of structured extemporization") to koncepcja tworzenia nowoczesnej muzyki. Muzyka ta osiągnęła swój szczyt w połowie lat 80. i na początku 90. Było to również słowo określające zgrupowania muzyków, poetów i tancerzy, którzy współdziałali w ramach ruchu M-Base.
M-Base jest zazwyczaj kojarzone z muzyką jazzową i wyróżniane jako jej rodzaj. Styl ten jest zbudowany na bazie nowatorskich pomysłów takich muzyków jak Charlie Parker czy John Coltrane oraz wielu innych spontanicznych kompozytorów. Duży wpływ miały także rytmiczne innowacje grup, którym przewodził piosenkarz James Brown. Bezpośrednim korzeniem M-Base była kultura zachodnioafrykańska oraz wywodząca się z niej muzyka i filozofia.
Do najlepiej dostrzegalnych muzycznych cech M-Base należą użycie pokrywających się rytmicznych cyklów różnych długości, w których uczestnicy improwizują, nadając muzyce niemożliwą do przewidzenia formę, "krzywoliniowe" elementy muzyczne i niestandardowa harmonia.
Głównymi przedstawicielami M-Base są m.in. saksofonista Steve Coleman, piosenkarka Cassandra Wilson i puzonista Robin Eubanks.
M-Base miało wpływ na poezję, taniec i takie popularne formy jak hip-hop.